# Ügyfél
A közigazgatási jogban az ügyfél (latinul kliens) az a természetes személy, jogi személy vagy jogi személyiséggel nem rendelkező szervezet lehet, akinek jogát vagy jogos érdekét az adott közigazgatási eljárásban szereplő közigazgatási hatósági ügy érinti, akit hatósági ellenőrzés alá vontak, illetve akire nézve a hatósági nyilvántartás adatot tartalmaz, valamint ezenfelül a közigazgatási eljárás által érintett hatásterületen lévő ingatlan tulajdonosa is ügyfélnek minősül, illetve az is, akinek az adott ingatlanra vonatkozóan egyéb, az ingatlan-nyilvántartásba bejegyzett joga van. Törvény vagy kormányrendelet további ügyfélcsoportokat is meghatározhat.

## Jogállása
- Az ügyfél jogai megilletik az ügy elbírálásában hatóságként vagy szakhatóságként részt nem vevő szervet is, amelynek feladatkörét az ügy érinti. (15. § (4) bekezdés)
- Meghatározott ügyekben törvény az ügyfél jogaival ruházhatja fel az érdekvédelmi szervezeteket és azokat a társadalmi szervezeteket, amelyeknek a nyilvántartásba vett tevékenysége valamely alapvető jog védelmére vagy valamilyen közérdek érvényre juttatására irányul. (15. § (5) bekezdés)
- Az ügyféli jogok gyakorlását törvény ahhoz a feltételhez kötheti, hogy az ügyfél az első fokú eljárásban részt vesz.[3]
- A természetes személy ügyfélnek akkor van eljárási képessége, ha a polgári jog szabályai szerint cselekvőképességgel rendelkezik. Jogszabályban meghatározott esetben a korlátozott cselekvőképességgel rendelkező személyt is megilleti az eljárási képesség. Az eljáró hatóság hivatalból vizsgálhatja az eljárási képesség meglétét, és ha annak hiányát állapítja meg, úgy az ügyfél helyett törvényes képviselőjét vonja be az eljárásba, illetve ügygondnok kirendelését kéri.[4][5]
- Az eljárás megindítására irányuló kérelmet benyújtó ügyfélen kívüli ügyféli jogállást megtagadó végzés ellen önálló fellebbezésnek van helye.[6]

## Jogutódlás
Főszabály szerint a polgári jog szerinti jogutód lép a kieső ügyfél helyére. Ez alól kivételt jelent, ha ezt a hatósági ügy személyes jellege vagy a kötelezettség tartalma kizárja, illetve kivételt jelenthet az is, ha jogszabály adott esetben másként rendelkezik.
További kivételt jelent a fenti főszabály alól, hogy kérelemre indult eljárás esetén a kérelmező ügyfél jogutódja kérheti a jogutódlás megállapítását. Ilyenkor a jogutódnak megadott szubjektív és objektív határidőkön belül kell kérni a jogutódlás megállapítását.